# Oust-Séma
Oust-Séma (en russe : Усть-Сема́, en altaï méridional : Себи-Оозы
, Sebi-Oozy, litt. « à l'embouchure de la Séma »), est un village de la république de l'Altaï en Russie. Situé dans le raïon de Tchemal, sa population s'élevait à 356 habitants lors du recensement de 2021. 

## Toponymie
Le nom du village tient de sa position géographique, en face de l'embouchure de la rivière Séma (ru). Les noms russe (Oust-Séma) et altaïen (Sebi-Oozy) signifient les deux « à l'embouchure de la Séma », Oust ou Oozy signifiant « embouchure ».

## Géographie

### Situation

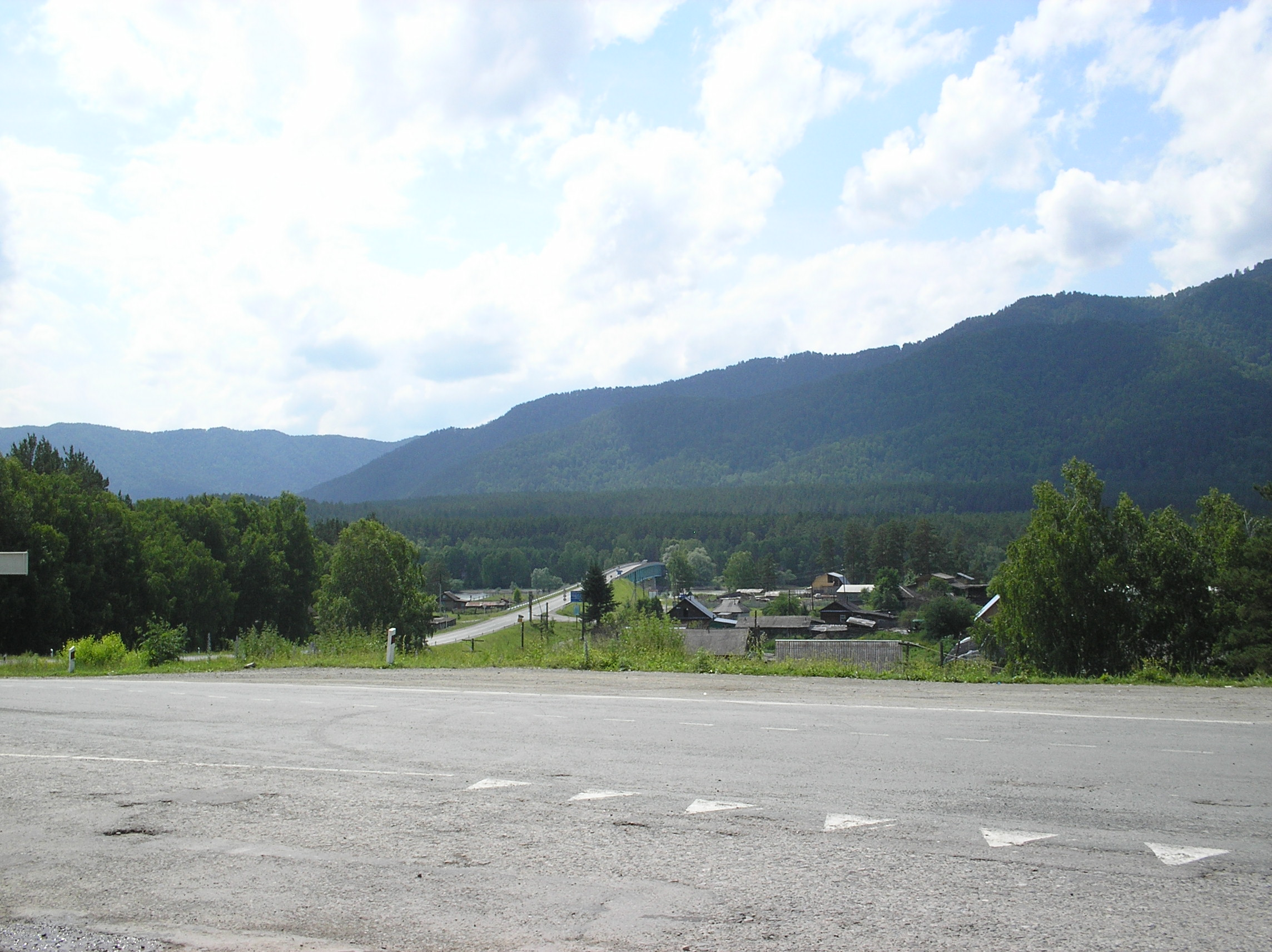
Monts de la Séma et pont de 1959 depuis le village.

Oust-Séma se trouve dans la république de l'Altaï, une république russe du sud de la Sibérie. Le sujet fait partie du district fédéral sibérien, et le village se situe à 420 km au sud-est de Novossibirsk, la capitale du district. Elle se trouve aussi à 3 130 km à l'est de Moscou, ainsi qu'à 37 km au sud-est de Gorno-Altaïsk, la capitale de son sujet. Oust-Séma fait partie du raïon de Tchemal, un des dix raïons de la république, qui se trouve dans le centre-nord de la république. Son centre administratif est Tchemal, à 30 km au sud. Le village fait partie de l'établissement rural de Tchepoch (ru), qui possède un autre village ; Tchepoch (ru), ce dernier étant le centre administratif. Oust-Séma est le village le plus au nord du raïon de Tchemal.
Concernant la géographie, le village se situe dans la vallée moyenne de la Katoun. Oust-Séma se situe sur la rive droite, et dans la rivière se trouve la frontière administrative entre le raïon de Tchemal et le raïon de Chebalino de l'autre côté de la rive. La Katoun prend naissance dans le sud de la république, et forme avec la Biia l'Ob à Biïsk. En face du village se trouve l'embouchure de la Séma (ru), rivière qui prend source au col de la Séma, et qui est longue de 88 kilomètres. Sur l'autre rive se trouvent les monts de la Séma (ru), chaîne de moyenne altitude pour l'Altaï. Les monts Ioglo (ru) bordent l'est du village, qui n'ont pas non plus de grandes altitudes.

### Localités limitrophes
Les villages les plus proches sont Barangol (raïon de Maïma) à 4 km au nord-est, Kamlak (raïon de Chebalino) à 6 km à l'ouest-ouest-sud, ainsi que Tchepoch à 6 km au sud-est.
|        |           | Barangol |
| Kamlak | Oust-Séma |          |
|        |           | Tchepoch |

### Climat
Pour l'Altaï, dans la vallée de la Séma, le climat est relativement chaud, avec des hivers doux (les températures sont quand même négatives). Les précipitations varient de 500 à 700 mm par an, dont plus de la moitié pour les seuls mois de juillet et août. L'enneigement est important en hiver.

## Histoire

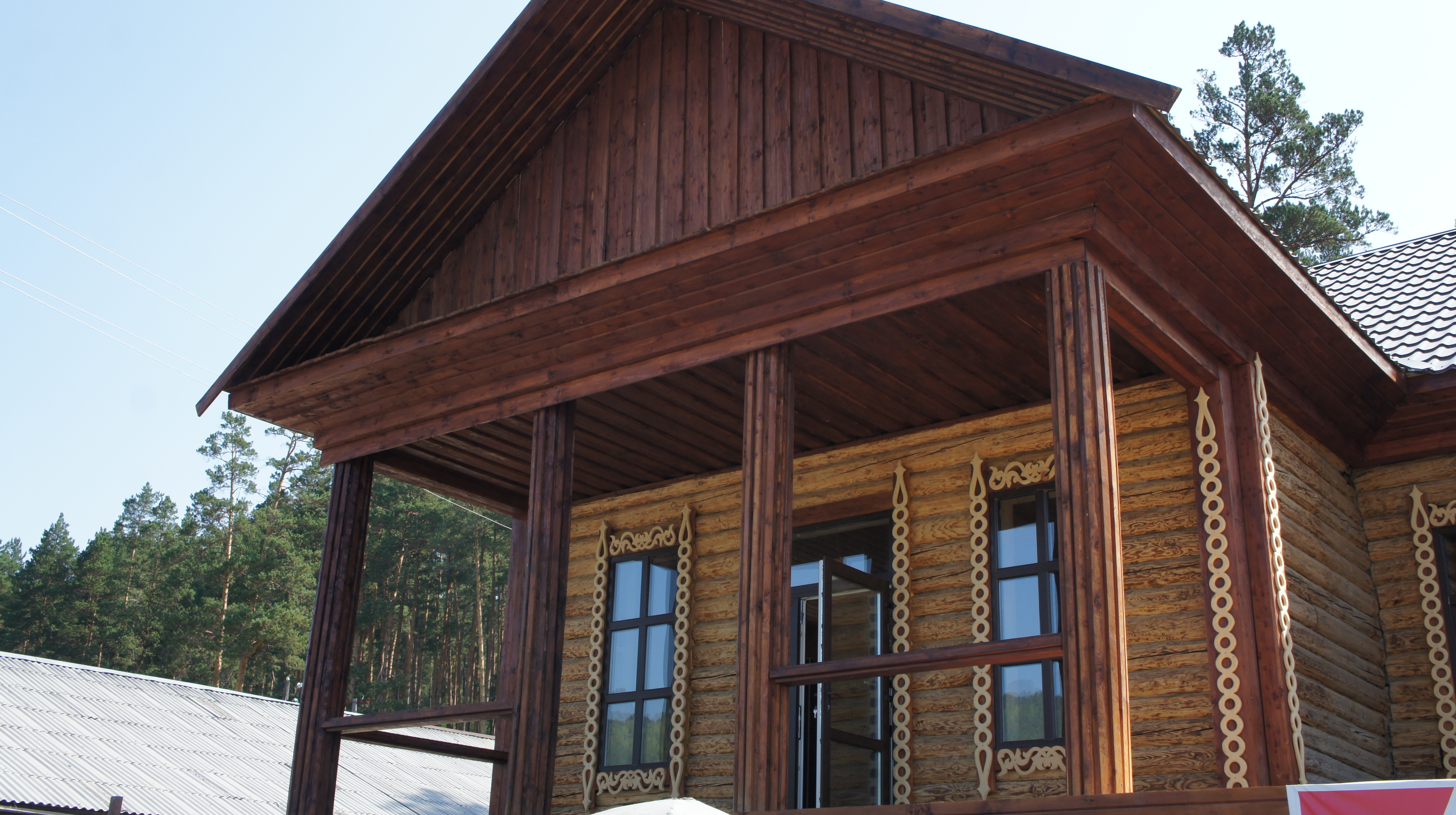
Café où commence sous le porche Il était une fois un gars.

À l'embouchure de la Séma, en face du village, se trouve le site archéologique d'Oust-Séma, qui date du paléolithique supérieur, il y a pour le site environ 25 000 à 22 000 ans avant le présent, site classé aux objets patrimoniaux culturels de Russie d'importance fédérale.
Le village actuel est récent, le village n'apparaissant pas dans la liste peuplés du territoire sibérien publié en 1928.
Pendant de nombreuses années, le village était le croisement des routes de Tchemal et de la Tchouïa. Dans le village il y avait un pont vers la rive gauche de la Katoun pour la route de la Tchouïa. Mais après l'ouverture en 2010 d'un nouveau pont sur la Katoun, la route de la Tchouïa contourne désormais le village par le nord, même si le pont de 1959 est toujours ouvert. Le pont en béton avait remplacé un pont en bois construit en 1935. Avant 1935, il y avait un ferry sur la Katoun au niveau du village.
Au milieu des années 1960, Vassili Choukchine, réalisateur soviétique, filma un certain nombre de scènes de Il était une fois un gars, en particulier la scène dans un café en bordure de route, qui est la première scène, café toujours existant. Le film remporta un Lion d'or à la XVIe Mostra à Venise.

## Démographie
Recensements (*) et estimations de la population,,:
| 2002* | 2010* | 2011 | 2012 |
| ----- | ----- | ---- | ---- |
| 392   | 401   | 402  | 402  |

| 2013 | 2014 | 2015 | 2016 |
| ---- | ---- | ---- | ---- |
| 394  | 408  | 406  | 402  |

| 2021* | - | - | - |
| ----- | - | - | - |
| 356   | - | - | - |

En 2002, sur les 392 habitants, il y avait 88 % de Russes.

## Économie, sites, services et transports

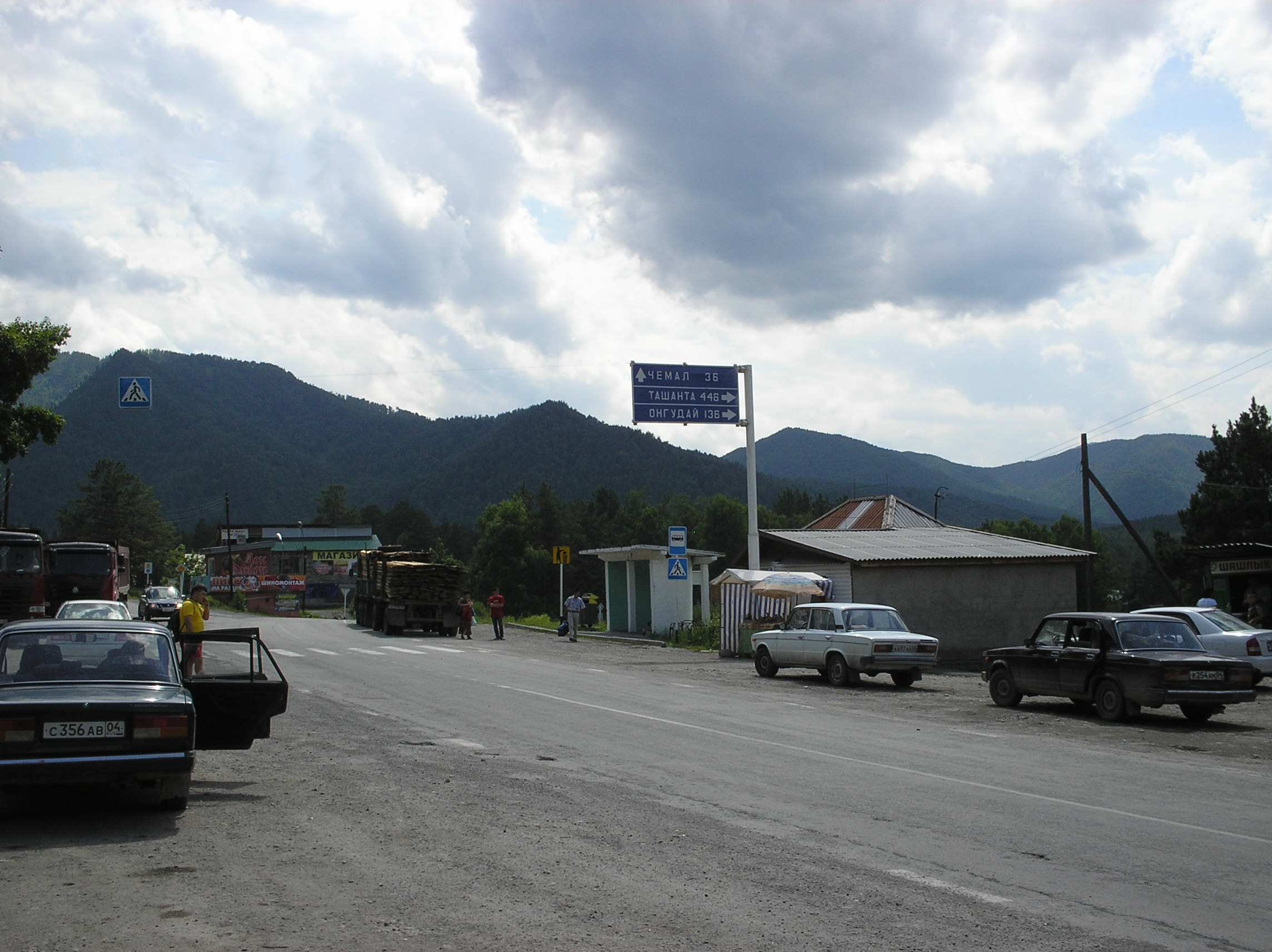
Rue du village.

Le village repose sur sa situation routière pour son économie, fonctionnant comme une sorte de village étape. En effet, le village se situe au 495e km de la route de la Tchouïa (R256), qui relie Novossibirsk à Tachanta en traversant la république de l'Altaï du nord au sud-est, même si depuis 2010 la route contourne le village. De plus, le village est le début de la route de Tchemal (84K-116), route qui longe la Katoun exclusivement dans le raïon de Tchemal et qui relie ainsi les localités du raïon. Deux ponts traversent la Katoun vers l'autre rive, dont le plus récent permet à la R256 d'éviter de traverser le village.
Dans le village se trouvent ainsi un certain nombre de boutiques, cafés, hôtels, garages, le long de la route. Juste avant l'arrivée dans le village se trouve une station-essence. De l'autre côté de la rive se trouvent les bains de la Séma, des formations rocheuses sur les rives de la Séma qui se remplissent d'eau au printemps après la fonte des neiges. Il y a par ailleurs des campings au niveau de l'embouchure de la Séma.
Il y a sur la Katoun des clubs de rafting, appréciés des touristes. Le mont Pionnier est une randonnée dans le village, avec le sommet culminant à seulement 826 mètres, à l'est du village, qui permet un panorama sur la vallée de la Katoun.